# Meine Mütter – Spurensuche in Riga
Meine Mütter – Spurensuche in Riga ist ein autobiografischer Dokumentarfilm von Rosa von Praunheim aus dem Jahr 2007.

## Handlung
Im Jahr 2000 erfährt Rosa von Praunheim von seiner damals 94-jährigen Mutter, dass er adoptiert wurde. Erst nach dem Tod seiner geliebten Adoptivmutter macht sich von Praunheim auf Spurensuche nach seinen leiblichen Eltern. Die aufregenden Recherchen führen ihn nach Lettland in das Zentralgefängnis von Riga.

## Notizen
Meine Mütter – Spurensuche in Riga hatte seine Uraufführung 2007 bei den Internationalen Hofer Filmtagen und wurde unter anderem 2008 beim Göteborg International Film Festival, beim Internationalen Independent-Film Festival Buenos Aires sowie beim Tribeca Film Festival in New York City gezeigt. Im Fernsehen wurde der TV- und Kinofilm zum ersten Mal 2009 in der ARD ausgestrahlt.
Als Hommage der Stadt Frankfurt am Main an den Regisseur, der seine Jugendzeit in der Mainmetropole verbracht hat und den Frankfurter Stadtteil Praunheim in seinem Künstlernamen trägt, zeigte das Lichter Filmfest Frankfurt International 2014 Meine Mütter – Spurensuche in Riga (zusammen mit von Praunheims Film Unsere Leichen leben noch).

## Rezeption
Der Regisseur überraschte die Kritik mit einem Dokumentarfilm, der unerwartet anders ausfiel als viele seiner Filme: „Der für seine wunderbar schelmischen Ungeheuerlichkeiten bekannte Rosa von Praunheim wendet sich in seinem fesselnden Familien-Dokumentarfilm Meine Mütter einer ernsteren Betrachtung seiner Herkunft zu.“ (Variety) „Das Ergebnis ist überaus spannend – nicht nur als geschickt inszenierte Zeitreise in die 1940er Jahre, sondern auch als detektivische Spurensuche, die – nach langen Monaten ohne Ergebnis – über ein kleines Detail mit einem Mal die Tür öffnet zur Vergangenheit.“ (Männer-Lifestylemagazin) Die Nürnberger Presse kommentierte: „Rosa von Praunheim hat seine Wurzeln in Lettland entdeckt – möglicherweise war sein Vater der Polizeikommandeur von Riga. Meine Mütter ist ein ebenso liebevolles wie erschreckendes Dokument mit hervorragenden Bildern der Kamerafrau Elfi Mikesch.“ Die Frankfurter Allgemeine Zeitung resümierte: „Ein erstaunlicher Dokumentarfilm.“

## Auszeichnungen
- 2008: Nominierung für den Jury-Award des Tribeca Film Festivals[8]
- 2009: Deutscher Biographiepreis
- 2010: Nominierung für den Grimme-Preis[9]